# شیوا نظر آهاری
شیوا نظرآهاری (زادهٔ ۲۰ خرداد ۱۳۶۳) فعال حقوق بشر، عضو هیئت مؤسس، دبیر سابق و سخنگوی فعلی کمیتهٔ گزارشگران حقوق بشر و فعال دفاع از زندانیان سیاسی است. او همچنین فعال حقوق کودکان کار، عضو انجمن زنان تارا، کمپین یک میلیون امضا، روزنامه‌نگار، وبلاگ‌نویس، و از دانشجویان محروم از تحصیل (برای کارشناسی ارشد مهندسی عمران) می‌باشد. در مرداد ۱۳۸۳ شیوا نظرآهاری، دبیر وقت کمیته دانشجویی دفاع از زندانیان سیاسی بود که در تجمع کمیته مزبور در جریان تجمع خانواده‌های زندانیان سیاسی در مقابل سازمان ملل بازداشت شد.

## دستگیری در سال ۱۳۸۸
وی مجدداً در جریان نا آرامی‌های مربوط به اعتراضات به نتیجه انتخابات دهمین دوره ریاست جمهوری ایران، حوالی ساعت ۱۳:۳۰ روز یک شنبه، ۲۴ خرداد ۱۳۸۸، توسط نیروهای اطلاعاتی در محل کار خود بازداشت شد. منزلش تفتیش شده‌است و نیروهای امنیتی وسایل شخصی وی را با خود برده‌اند.
شادی صدر وکیل مدافع وی نیز صبح جمعه ۲۶ تیر ۱۳۸۸ درحالی‌که از بلوار کشاورز قصد رفتن به نماز جمعه ۲۶ تیرماه ۱۳۸۸ را داشت توسط نیروهای لباس شخصی، با خشونت و بدون حکم قضائی سوار اتومبیلی شد و به مکان نامشخصی انتقال داده شد.
روز سه شنبه، ششم مرداد ماه ۱۳۸۸، شیوا نظرآهاری در گفتگویی کوتاه با خانواده خود از زندان اوین اعلام کرد تا مدتی از امکان برقراری تماس تلفنی محروم خواهد بود. شیوا نظر آهاری، پس از گذراندن ۳۳ روز در سلول انفرادی بند ۲۰۹، در ۲۶ تیر ماه به سلول‌های عمومی بند مزبور منتقل و در طول این مدت تنها موفق به چند تماس کوتاه با خانواده اش شده‌است. او طی این مکالمات از ارائه درخواست ملاقات با خانواده خود خبر داده که تا به امروز چنین امکانی محقق نشده‌است.
پدر شیوا که یکی از انقلابیون سال ۱۳۵۷ بوده‌است، در پی بازداشت وی نامه‌ای سرگشاده منتشر کرده و ضمن ابراز ندامت از انجام انقلاب اسلامی، از بی عدالتی شدید در نظام جمهوری اسلامی گلایه کرده‌است.
در تاریخ ۲۳ مرداد وبگاه کانون زنان ایرانی اعلام کرد که شیوا بیش از ۲۰ روز است که حتی موفق نشده‌است به خانواده خود تلفن کند، و مأموران امنیتی به خانواده او گفته‌اند که وی ممنوع‌الملاقات است. از اینرو نگرانیهای جدی در زمینه سلامتی ایشان وجود دارد.
در تاریخ ۱۰ شهریور ۱۳۸۸ پس از گذشت بیش از ۸۰ روز از دستگیری شیوا نظرآهاری، قوه قضاییه برای آزادی او درخواست قرار وثیقه بسیار سنگین پانصد میلیون تومانی نمود درحالی‌که خانواده شیوا قادر به پرداخت چنین مبلغ هنگفتی نبودند. مادر شیوا به دادگاه انقلاب مراجعه و به قرار مزبور اعتراض نموده‌است اما بازپرس سبحانی (بازپرس پرونده شیوا) ضمن ممانعت از ادامه بحث گفته‌است: «پس بگذارید در زندان بماند.»
در پی مراجعات فراوان خانواده شیوا به دادگاه، در تاریخ ۲۵ شهریور از سوی قوه قضاییه قرار وثیقه وی از ۵۰۰ میلیون تومان به مبلغ ۲۰۰ میلیون تومان کاهش یافت. سپس با پرداخت این مبلغ توسط خانواده وی، شیوا نظر آهاری در ساعت ۲۱ تاریخ یک مهر ۱۳۸۸ به‌طور موقت از زندان اوین تا زمان تشکیل جلسه دادگاه آزاد شد.

### بازداشت دوم
۲۹ آذر ۱۳۸۸ پس از درگذشت حسین‌علی منتظری برخی از کسانی که در مراسم ختم وی شرکت کرده بودند بازداشت شدند. اما این بازداشت‌ها حتی اندکی پیش از رسیدن به مراسم ختم این فقیه منتقد و در راه قم انجام شد. شیوا نظرآهاری و همراهانش کمپینی مدنی را به نام «عاطفه نبوی»، دانشجوی بازداشت شده در راهپیمایی ۲۵ خرداد به راه انداخته بودند که تلاش می‌کرد تا عاطفه نبوی از زندان آزاد شود. به گفتهٔ نسرین ستوده، وکیل عاطفه نبوی و حقوقدان، دلیل بازداشت و فشار بر وی نیز همین کمپین بود.
آخرین جلسهٔ دادگاه نظرآهاری ۱۳ شهریور ماه در شعبه ۲۶ دادگاه انقلاب به ریاست قاضی پیر عباسی برگزار شد. این فعال حقوق بشر ۲۶ ساله که نزدیک به یک سال در زندان اوین به سر برد در این دادگاه به اتهام محاربه، تبانی و اجتماع علیه امنیت ملی، اخلال در نظم عمومی و تبلیغ علیه نظام محاکمه شد. شیوا نظرآهاری در دوران حبس خود بیش از ۱۰۰ روز را در سلول‌های انفرادی گذراند. وی در عصر روز یکشنبه، ۲۱شهریور، ۱۳۸۹ به قید وثیقه ۵۰۰ میلیونی به صورت موقت از زندان اوین آزاد شد.

### احضار به زندان
در پی احضار به زندان، شیوا نظرآهاری روز شنبه ۱۸ شهریور ۱۳۹۱ خود را به زندان اوین معرفی کرد. شعبه ۳۶ دادگاه تجدیدنظر تهران او را به تحمل چهار سال حبس تعزیری، تبعید به زندان کرج و ۷۴ ضربه شلاق محکوم کرده‌است.

## فعالیت‌ها
او یکی از گردانندگان کمیته پیگیری وضعیت بازداشت‌شدگان خیزش ۱۴۰۱ ایران است.